# Josh Hopkins
Pour les articles homonymes, voir Hopkins.
William Hopkins, dit Josh Hopkins, né le 12 septembre 1970 à Lexington, dans le Kentucky, est un acteur américain.

## Biographie

### L'acteur
Hopkins a rejoint la quatrième et dernière saison de New York Undercover en 1998.
En 1999, il est apparu dans le clip d'Alanis Morissette, Unsent et a tenu le rôle de Paul Allen dans le téléfilm Les Pirates de la Silicon Valley.
Il a interprété Raymond Milbury dans la série Ally McBeal (2001-2002), puis le rôle d'un coureur de jupons, Charlie Babcock, dans la série télévisée Pepper Dennis (2006). Plus tard, il a travaillé avec son ancienne co-star de Ally McBeal, Calista Flockhart, dans la série Brothers and Sisters, dans laquelle il avait un rôle récurrent. Il a aussi eu le rôle à semi-régulier de Peter Manning sur la série drame de la Fox Vanished (2006).
En 2008, il joue dans la série Swingtown l'un des personnages principaux : Roger Thomson. La série est basée sur la libération sexuelle des années 1970. Roger et son épouse ne sont pas à l'aise avec cette évolution de la société, au côté d'un couple d'amis plus enclin au changement, sous l'influence de leurs nouveaux voisins.
De 2009 à 2015, il tient le rôle de Grayson Ellis, un des personnages principaux dans la série Cougar Town.
À partir de 2015, il incarne l'agent du FBI Liam O'Connor dans la première saison de la série Quantico.

### Le musicien
En plus d'être un acteur, Josh Hopkins est aussi un amateur de musique qui a enregistré plusieurs singles. Il a sorti son premier clip vidéo en octobre 2006 (Feigning Interest) (réalisé par John Killoran & Matt O'Neil). Le clip a été mis en ligne en octobre 2006. En juin 2007, le clip est devenu populaire sur MySpace, la grande augmentation de l'exposition a conduit à une certaine controverse, lorsque les téléspectateurs se sont demandé si la chanson était en apparence misogyne ou une large satire des hommes et des femmes. Quoi qu'il en soit, la popularité de la Feigning Interest a conduit à une performance très réussie par Hopkins (accompagné par James Marsden) au festival de musique Lollapalooza à Chicago en août 2007.

### Vie personnelle
Il est le fils de Larry J. Hopkins et Carolyn Hopkins. Son père est un ancien membre du Congrès. Il a fréquenté l'école Sayre et a joué au basketball. Hopkins est un de fan de sport de l'Université du Kentucky, avec des apparitions sur Kentucky Sports Radio. Il soutient l'équipe des Kentucky Wildcats.
Josh Hopkins est un amoureux des animaux : il a un berger allemand qu'il a appelé Max.

## Filmographie

### Cinéma
- 1996 : Parrallel Sons de John G. Young : Marty
- 1996 : Paulie de Juha Wuolijoki (court-métrage) : Jeff
- 1997 : Stick Up d'Howard Carey (court-métrage) : Hap
- 1997 : À armes égales de Ridley Scott : F. Lee « Flea » Montgomery
- 2000 : Love and Sex de Valerie Breiman : Joey Santino
- 2000 : Auto Motives de Lorraine Bracco : Nigel
- 2000 : En pleine tempête de Wolfgang Petersen : le capitaine  Darryl Ennis
- 2001 : One eyed King de Robert Moresco : Chuck
- 2003 : Chicken Party de Tate Taylor (court-métrage) : un acteur / un policier
- 2005 : Show & Tell de Chris Dollard (court-métrage) : l'officier Henderson
- 2007 : The Insatiable de Chuck Konzelman et Cary Solomon : Chet
- 2008 : Pretty Ugly People de Tate Taylor : Georges
- 2008 : The Spirit of '76: The Making of Swingtown (court métrage) : Roger Thompson
- 2008 : Have a Nice Revolution: Sex & Morality in 1970's America (court métrage) : Roger Thompson
- 2010 : Lebanon, Pa de Ben Hickernell : Will
- 2012 : 2nd Serve de Tim Kirkman : Owen Match
- 2014 : Kelly & Cal de Jen McGowan : Josh
- 2014 : Get on Up de Tate Taylor : Ralph Bass
- 2019 : Night Shift: Patrouille de nuit (Crown Vic) de Joel Souza : Jack VanZandt

### Télévision
- 1996 : New York, police judiciaire (saison 6, épisode 18) : Ken Soames
- 1998 : Les Soupçons de Mary (Silencing Mary) : Clay Roberts
- 1998-1999 : New York Undercover : détective Alec Stone
- 1999 : Partners : Peter
- 1999 : Les Pirates de la Silicon Valley : Paul Allen
- 1999-2001 : Jack and Jill : Matt Prophet
- 2001 : Fling : Gene Rivers
- 2001 : Kate Brasher : l'officer Tony Giordano
- 2002 : Ally McBeal : Raymond Milbury
- 2003 : New York, unité spéciale (saison 5, épisode 4) : Tim Donovan
- 2003 : FBI : Portés disparus (saison 1, épisodes 14 et 18) : Eric Keller
- 2003-2004 : Cold Case : le procureur Jason Kite
- 2004 : NYPD 2069 de Gregory Hoblit (téléfilm) : Alex Franco/Alex Bolander
- 2004 : North Shore : Hôtel du Pacifique : Morgan Holt
- 2005 : Bones (saison 1, épisode 8) : le professeur Michael Stires
- 2005 : Global Frequency : Sean Flynn
- 2006 : Vanished : Peter Manning
- 2006 : Pepper Dennis : Charlie Babcock
- 2006 : Brothers and Sisters : Warren Salter
- 2006 : Parlez-moi de Sara (Surrender Dorothy) : Peter
- 2006 : Opération Hadès de Mick Jackson (mini-série) : Bill Griffin
- 2007 : Ghost Whisperer (saison 3, épisode 4) : Shane Carson
- 2008 : Swingtown (saison 1) : Roger Thompson
- 2009 : Monsieur Décembre (12 Men of Christmas) d'Arlene Sanford (téléfilm) : Will Albrecht
- 2009-2015: Cougar Town (saisons 1 à 6) : Grayson Ellis
- 2009 : Private Practice (saison 2, épisodes 18 à 22) : Dr Noah Barnes
- 2009 : Pushing Daisies (saison, épisode 13) : Shane Trickle
- 2009 : Les Experts : Miami (saison 7, épisodes 13 et 20) : Mark Gantry
- 2011 : Castle (saison 4, épisode 6) : un officier de police
- 2012 : US Marshals : Protection de témoins (saison 5, épisode 5) : Kenny
- 2012 : Men at work (saison 1, épisode 5) : Ryan
- 2012 : Lady Friends : Rob Lambert
- 2012 : Hot in Cleveland (saison 3, épisode 9) : le serveur
- 2013 : The Client List (saison 2, épisode 7) : Dylan
- 2014 : Northpole : Ryan
- 2015-2016 : Quantico : Liam O'Connor
- 2019 : Whiskey Cavalier : Ray Prince
- 2019 : True Detective (saison 3) : Jim Dobkins
- 2023 : The Rookie (saison 5, épisode 18) : Charles Baudelaire

## Récompenses
- TV's 100 Sexiest Men of 2011 par BuddyTV, récompensé le 9 mars 2012